# Panther (album)
Pour les articles homonymes, voir Panther.
Albums de Pain of Salvation
In the Passing Light of Day
(2017)
Singles
1. Accelerator
Sortie : 3 juillet 2020
2. Restless Boy
Sortie : 31 juillet 2020
3. Panther
Sortie : 14 août 2020

Panther est le onzième album studio du groupe suédois de metal progressif Pain of Salvation sorti le 28 août 2020 sur le label Inside Out Music.

## Liste des titres
| 1.    | Accelerator     | 5:31  |
| 2.    | Unfuture        | 6:46  |
| 3.    | Restless Boy    | 3:34  |
| 4.    | Wait            | 7:04  |
| 5.    | Keen To A Fault | 6:01  |
| 6.    | Fur             | 1:34  |
| 7.    | Panther         | 4:11  |
| 8.    | Species         | 5:18  |
| 9.    | Icon            | 13:30 |
| 53:29 |                 |       |

## Crédits
- Daniel Gildenlöw - chant, guitare, basse, piano, clavier, violoncelle, banjo, percussion, batterie (Unfuture)
- Johan Hallgren - guitare, chant
- Léo Margarit - batterie, chant
- Daniel Karlsson - clavier, guitare, chant
- Gustaf Hielm - basse, chant